# Annah Moteetee
Annah Ntsamaeeng Moteetee (geborene Annah Lemena; * 12. November 1964 in Qacha’s Nek, Lesotho) ist eine lesothische Botanikerin. Ihre Forschungsschwerpunkte sind die Ethnobotanik und die Pflanzentaxomie. Ihr botanisches Autorenkürzel lautet „Moteetee“.

## Leben
Moteetee erhielt 1988 einen Bachelor of Science an der National University of Lesotho. Von 1988 bis 1982 war sie Lehrassistentin an der Abteilung für Biologie der National University of Lesotho. Nach einem Studium am Queen Mary College und am Westfield College der University of London graduierte sie 1992 mit der Arbeit Comparative cytological studies in selected species of “Crassula” zum Master of Science. Von 1992 bis 1998 war sie Lecturer an der Abteilung für Biologie der National University of Lesotho. 2003 wurde sie mit der Dissertation A taxonomic study of Melolobium and related African genera of the tribe Genisteae (Fabaceae) zum Ph.D. an der Randse Afrikaanse Universiteit in Johannesburg promoviert. Im Januar 2005 wurde sie außerordentliche Professorin und im Mai 2019 ordentliche Professorin an der Abteilung für Botanik und Pflanzenbiotechnologie der Universität Johannesburg. Seit 2006 ist sie Kuratorin am Herbarium der Universität Johannesburg. 
Moteetees Forschungsprojekte umfassen systematische und taxonomische Studien über afrikanische Pflanzen, vor allem die Familie der Hülsenfrüchtler (Fabaceae). Ihr Schwerpunkt liegt auf der Tribus der Phaseoleae, wo mehrere Gattungen (Bolusafra, Dolichos, Neorautanenia, Ophrestia, Otoptera und Sphenostylis) revidiert wurden. Weitere Untersuchungen betreffen die Gattungen Eriosema und Rhynchosia sowie Trifolium,  bei der neben der Taxonomie auch das invasive Potenzial bewertet wird. Andere Blütenpflanzenfamilien wie die Raublattgewächse (insbesondere die Gattung Cynoglossum) und die Sommerwurzgewächse (insbesondere die Gattung Sopubia) sind ebenfalls Gegenstand ihrer Forschung. Ein weiterer großer Forschungsschwerpunkt von Moteetee ist die Ethnobotanik der Pflanzen des südlichen Afrikas, insbesondere die Ethnobotanik der Basotho, einer Ethnie aus Lesotho und Südafrika.